# ウォルター・シャープ
ウォルター・シャープ（Walter L. Sharp、1952年9月27日 - ）はアメリカの軍人。

## 経歴
2008年から2011年まで在韓米軍司令官を務めた。2017年に正式発足した在韓米軍戦友会の初代会長。ニックネームは「スキップ」。キャプテン（主将）や船長を意味する。